# Bensoniella oregona
Bensoniella oregona là một loài thực vật có hoa trong họ Saxifragaceae. Loài này được (Abrams & Bacig.) Morton miêu tả khoa học đầu tiên năm 1965.